# Stapelia pillansii
Stapelia pillansii är en oleanderväxtart som beskrevs av Nicholas Edward Brown. Stapelia pillansii ingår i släktet Stapelia och familjen oleanderväxter. Utöver nominatformen finns också underarten S. p. fontinalis.